# Chris Hülsbeck
Chris Hülsbeck (ur. 2 marca 1968 w Kassel, Niemcy) – niemiecki kompozytor, specjalizujący się w tworzeniu ścieżek dźwiękowych do gier komputerowych, jak dotąd skomponował muzykę do ponad 70 gier.

## Życiorys
Karierę muzyczną rozpoczął w wieku 16 lat, kiedy to stworzony przez niego na Commodore 64 utwór pod tytułem „Shades” wygrał konkurs ogłoszony przez niemieckie czasopismo komputerowe „64er Magazin”. Wiele z jego kompozycji weszło do kanonu muzyki komputerowej – szczególnie utwór z gry Great Giana Sisters (1987), który doczekał się niezliczonych przeróbek i remiksów. Ponadto Hülsbeck zasłynął jako autor muzyki do trylogii gier Turrican. Napisał też muzykę m.in. do serii Star Wars: Rogue Squadron, R-Type, Extreme Assault, Tunnel B1, Resident Evil 2:DualShock Version.
Muzykę na Amidze tworzył przy użyciu napisanego przez siebie programu TFMX („The Final Musicsystem eXtended”), który wyróżniał się znacznie bardziej zaawansowanymi możliwościami edycyjnymi niż popularny wówczas SoundTracker (i pochodne), takimi jak np. logarytmiczny pitch-bend. czy tempo ustawiane indywidualnie dla poszczególnych ścieżek.
Jego muzyka z gier Apidya oraz Turrican została w 2003 oraz 2004 roku wykonana przez orkiestrę symfoniczną podczas imprezy Symphonic Game Music Concert w Lipsku.

## Dyskografia
- 1991 – Shades
- 1992 – Apidya
- 1992 – To be on Top
- 1993 – Turrican Soundtrack
- 1994 – Native Vision – Easy life (singel)
- 1994 – Rainbows
- 1995 – Sound Factory (zawiera także utwory zapisane w formacie TFMX zapisane w formie danych)
- 1997 – Tunnel B1 Soundtrack
- 1997 – Extreme Assault soundtrack
- 1998 – Peanuts feat. Doc. Schneider – Leben betrügt (singel)
- 2000 – Bridge from the past to the future (wydany na MP3.com)
- 2000 – Collage (wydany na MP3.com)
- 2000 – Merregnon Soundtrack, Volume 1
- 2001 – Chris Huelsbeck in the Mix (wydany przez ZYX Music)
- 2004 – Merregnon Soundtrack, Volume 2
- 2007 – Number Nine
- 2009 – Symphonic Shades
- 2010 – R-Type Themes EP[4]